# Buffalo (hrabstwo Buffalo)
Buffalo – miasto w Stanach Zjednoczonych, w stanie Wisconsin, w hrabstwie Buffalo.